# Oliveira dos Brejinhos (kommun)
Oliveira dos Brejinhos är en kommun i Brasilien.   Den ligger i delstaten Bahia, i den östra delen av landet, 700 km nordost om huvudstaden Brasília. Antalet invånare är 21 839.
Följande samhällen finns i Oliveira dos Brejinhos:
- Oliveira dos Brejinhos
- Beira Rio

Omgivningarna runt Oliveira dos Brejinhos är huvudsakligen savann. Runt Oliveira dos Brejinhos är det mycket glesbefolkat, med 4 invånare per kvadratkilometer.